# Antonio Valgoi
Antonio Valgoi (Vallecrosia, 1907 – Argostoli, 22 settembre 1943) è stato un militare italiano, decorato di medaglia d'oro al valor militare alla memoria nel corso della seconda guerra mondiale.

## Biografia
Nacque a Vallecrosia, allora in provincia di Porto Maurizio e ora di Imperia, nel 1907, figlio di Remigio e Adele Oviglio. Tra l'agosto 1928 e l'ottobre 1929 svolse il servizio militare di leva nel Regio Esercito presso il 2º Raggruppamento artiglieria pesante campale. Nel 1934 conseguì la laurea in medicina presso l'università di Padova, esercitando successivamente la professione a Venezia. Promosso tenente nel 1935, all'atto della mobilitazione generale in vista dell'entrata in guerra del Regno d'Italia, avvenuta il 10 giugno 1940, chiese, e ottenne, di rientrare in servizio attivo.
Assegnato al 3º Raggruppamento artiglieria di Corpo d'armata a Cremona, fu promosso capitano il 1º marzo 1941 e in quello stesso mese partì per l'Albania per combattere nella campagna italiana di Grecia. Fu comandante del reparto munizioni e viveri del VII Gruppo cannoni da 105/28; al momento della proclamazione dell'armistizio dell'8 settembre 1943 si trovava sull'isola di Cefalonia, inquadrato nella 33ª Divisione fanteria "Acqui", decidendo di non aderire alla Repubblica di Salò ma restare fedele al re. Prese attivamente parte alla difesa della sua posizione dagli attacchi tedeschi sino a che, costretto alla resa, fu ucciso con una raffica di mitragliatrice.
Con Decreto Presidenziale del 16 ottobre 1956 fu insignito della medaglia d'oro al valor militare alla memoria.
Nella caserma "Manfredini" di Cremona, sede del 3º Reggimento artiglieria di Corpo d'Armata, in occasione delle celebrazioni dell'80º anniversario di fondazione del reparto e nel 60° dell'eccidio di Cefalonia è stata apposta una lapide a ricordo del capitano Antonio Valgoi e del maggiore Armando Pica.